# Lê Hoàng (chính khách)
Lê Hoàng (1913–2003), tên thật Nguyễn Văn Dung, là một nhà hoạt động cách mạng và chính khách Việt Nam, nguyên Bí thư Tỉnh ủy các tỉnh Bắc Giang, Thái Nguyên, Bắc Thái.

## Thân thế
Nguyễn Văn Dung sinh ngày 1 tháng 8 năm 1913 ở ngoại thành Hà Nội. Quê của ông xưa là xã Tương Đức, phủ Hoài Đức; về sau thuộc xã Tân Dân, huyện Đan Phượng. Năm 1961, xã Tân Dân là một trong 5 xã của Đan Phượng được cắt về tỉnh Hà Đông, thành xã Thượng Cát, huyện Từ Liêm; nay là phường Thượng Cát, quận Bắc Từ Liêm), thành phố Hà Nội.

## Hoạt động cách mạng
Năm 1932, ông bắt đầu tham gia phong trào đấu tranh của Đảng Cộng sản Đông Dương, đến năm 1933 thì được chính thức kết nạp Đảng. Năm 1935, ông bị chính quyền thực dân bắt giữ và kết án 1 năm tù. Năm 1938, ông làm liên lạc cho Xứ ủy Bắc Kỳ, hoạt động trên địa bàn nhiều tỉnh.
Tháng 4 năm 1939, ông được Xứ ủy Bắc Kỳ phân công phụ trách hoạt động ở hai tỉnh Bắc Ninh và Bắc Giang. Tổ chức Đảng ở Bắc Giang khi đó chỉ có một chi bộ ở Phủ Lạng Thương, cùng một Đảng viên (Trịnh Đình Lan) hoạt động độc lập ở Lục Nam. Ngày 16 tháng 2 năm 1940, với tư cách là Xứ ủy viên Xứ ủy Bắc Kỳ, Lê Hoàng tổ chức thành lập chi bộ cộng sản ở tổng Hoàng Vân (Hiệp Hòa, Bắc Giang) do bản thân trực tiếp làm Bí thư, ba thành viên Ngô Văn Triệu, Nguyễn Văn Cường (Ấp), Ngô Văn Thạnh. Chi bộ Hoàng Vân là nòng cốt, từ đó mở rộng ra toàn huyện Hiệp Hòa và một phần các huyện Phổ Yên, Phú Bình thuộc tỉnh Thái Nguyên. Đây là cơ sở để Xứ ủy cử thêm cán bộ về để thành lập Ban Cán sự Đảng tỉnh, tiền thân của Tỉnh ủy Bắc Giang.
Trong khoảng 1940-1942, thực dân Pháp liên tục mở các đợt vây bắt ở Bắc Giang, nhiều cán bộ chủ chốt trong tỉnh bị bắt, trong đó ông bị kết án 3 năm tù. Sau khi ra tù, tháng 2 năm 1944, ông tham gia bộ phận kinh tế của Trung ương Đảng.

## Công tác chính quyền
Tháng 8 năm 1945, ông tham gia lãnh đạo giành chính quyền ở ngoại thành Hà Nội. Năm 1947, ông được bổ sung vào Khu ủy Liên khu I. Tháng 10, ông được Liên khu uy điều về Thái Nguyên đảm nhận công tác Bí thư Tỉnh ủy. Tháng 3 năm 1948, Liên khu ủy I chỉ định Lê Thanh làm Bí thư Tỉnh ủy, ông chuyển sang phụ trách Đội công tác.
Tháng 6 năm 1948, tại Đại hội đại biểu Đảng bộ tỉnh Bắc Giang lần thứ nhất tổ chức tại Vân Cầu (Song Vân, Tân Yên), Lê Hoàng được bầu làm Bí thư Tỉnh ủy Bắc Giang. Tháng 11 năm 1949, tại Đại hội lần thứ hai (tổ chức từ tháng 7 nhưng phải tạm dừng do quân Pháp tấn công), Bùi Việt Hồng được bầu làm Bí thư, ông rút về Liên khu I làm Trưởng phòng Chính trị Bộ Tư lệnh Liên khu.
Ngày 11 tháng 2 năm 1956, ông được bổ sung làm Ủy viên Ủy ban hành chính Liên khu III. Ngày 30 tháng 8 năm 1957, Chủ tịch Nguyễn Văn Lộc nhận công tác khác, ông là Quyền Chủ tịch Ủy ban hành chính Liên khu III, tham gia Khu ủy Khu tự trị Việt Bắc. Ngày 4 tháng 6 năm 1959, ông là thành viên Ban chỉ huy công trường Khu gang thép Thái Nguyên với tư cách đại biểu khu tự trị Việt Bắc.
Năm 1960, ông được bầu là Ủy viên dự khuyết Ban Chấp hành Trung ương Đảng, lần lượt làm Tổng cục trưởng Tổng cục Vật tư, Thường vụ Khu ủy, Phó Bí thư Khu ủy Khu tự trị Việt Bắc. Ngày 6 tháng 6 năm 1965, tại Hội nghị sáp nhập Tỉnh ủy Thái Nguyên và Tỉnh ủy Bắc Kạn, ông được bầu làm Bí thư Tỉnh ủy Bắc Thái.
Tháng 4 năm 1972, ông được điều về trung ương làm Phó Chủ nhiệm thường trực Ủy ban Kiến thiết cơ bản Nhà nước. Năm 1977, ông nghỉ hưu. Ông qua đời ngày 19 tháng 12 năm 2003 tại Hà Nội.